# Gangtok
Gangtok este un oraș în India .